# Даница Црногорчевић
Даница Црногорчевић (рођена Никић; Бар, 5. новембар 1993) црногорска је пјевачица етно, духовне и родољубиве музике.
Њене пјесме су јој донијеле популарност и ван граница Балкана, тачније гдје год да се српски језик говори. Одржала је стотине наступа како у Црној Гори, тако и Републици Србији, Босни и Херцеговини, али и дијаспори.
На литијама које је организовала Митрополија црногорско-приморска током 2020. године усљед усвајања контроверзног Закона о вјероисповјести у Парламенту Црне Горе крајем 2019. године, њене пјесме су дошле до изражаја, па је сматрају и заштитним знаком тих дешавања.

## Биографија
Почела је да се занима за духовну музику веома рано, још као ученица у основној школи на часовима вјеронауке у Улцињу. Духовном и етно музиком је почела озбиљније да се бави у средњој школи, посебно након завршене Средње музичке школе у Београду.
Бавила се глумом током основне и средње школе, глумила је у познатим представама од Бранислава Нушића, Госпођа министарка, Сумњиво лице итд. Завршила је школу глуме у позоришту „Душко Радовић” у Београду. Када се преселила у Бар крајем 2009. године уписала је Гимназију „Нико Роловић”, и наставила да негује свој музички таленат у хору „Antivari musica” под диригентском палицом проф. мр Мира Крушчића, и као чланица етно групе Зора.
Дипломирала је историју умјетности на Факултету историје умјетности са просјеком 10.00 и стекла звање специјалиста историје умјетности. Наступала је на бројним фестивалима духовне и етно музике широм Европе.

## Пјесме
На свечаној академији 1. децембра 2016. када је у подгоричком Храму Христовог васкрсења обиљежавана 98. годишњица од Декларације о присаједињењу Краљевине Црне Горе Србији, одлуком Подгоричке скупштине, Даница је имала запажен наступ са пјесмом Сини јарко сунце са Косова, коју је написао Милан Комненић. Снимак Српске РТВ је за кратко вријеме на јутјуб каналу видио велики број посјетилаца, што је Даници донијело велику популарност. Већ наредних љета, дуж црногорске обале Даница је том пјесмом будила национални понос на хуманитарним коцертима.
Први соло албум духовне музике под насловом Господе дођи са 11 пјесама, објавила је 2018. уз подршку и благослов манастира Острог.
Њена пјесма Весели се српски роде која је објављена на Видовдан 2020. постала је незванична химна и симбол протеста за одбрану православних светиња у Црној Гори, од стране диктаторског режима Мила Ђукановића и његове странке ДПС.
У љето 2020. објавила је пјесму Православље Црном Гором блиста коју је урадила заједно са супругом Иваном.
На њеном јутјуб каналу, пјесме које је објавила имају милионске прегледе.

## Награде
Даница је режирала филм о екологији Црне Горе, за који је и компоновала музику, филм је освојио прво мјесто на међународном такмичењу младих еко-репортера.
Двије године за редом освајала је специјално 1. мјесто као солиста на државном такмичењу „Златна сирена” у Београду.
Крајем 2023. године у Руском дому, брачни пар Даница и Иван Црногорчевић су добили медаљу "За љубав и вриједност". Ова награда се додељује вишедетним породицама.
Године 2020. је добила Златник Цара Константина, признање града Ниша.

## Приватни живот
Од 2017. је удата за свештеника Српске православне цркве Ивана Црногорчевића, са којим има четворо дјеце: Касијану, Ђурђију, Јована и Саву. Живе у Подгорици. 
Са супругом је 2021. године основала фондацију Весели се српски роде.

## Дискографија

### Албуми
- Господе дођи — издат 2018. уз помоћ манастира Острог:[7]
- Христос се роди (3,44) [7]
- Светом Василију Острошком (3,45) [7]
- Свети Јоване Владимире (3,44) [7]
- Земљо моја (3,04) [7]
- Свети Нектарије Егински (3,33) [7]
- Долетио бјели голуб (4,36) [7]
- Говори, Господе (6,36) [7]
- Εχε Γεια Παναγιά (3,05) [7]
- Светоме архангелу Гаврилу (3,24) [7]
- Богородице Дјево (2,03) [7]
- Сини јарко сунце са Косова (1,56) [7]

### Синглови
- Свети Јован Владимир и Косара (2016)
- Весели се српски роде (2020)
- Црна горо земљо мила (2020)
- Ко удара тако позно (Свети Сава) (2020)
- Православље Црном Гором блиста (2020)
- Ој јунаштва свијетла зоро (2021)
- ој Космају висока планино (2021)
- Вила са Кошара (2021)
- Рано моја - Јасеновац (2021)
- Људи ликујте - Христос Воскресе (2021)
- Везак је везла дјева Марија (2021)
- Јечам жњела (2021)
- Ђурђија (2022)
- Ој Косово Косово (2022) са етно групом Горица
- Ораховцу башто рајска (2022)
- Још не свиће рујна зора(2022)
- Ође ме копајте (2022)
- Чиста дјево (2023)
- Боже правде (2023)
- Српкињица једна мала (2023)
- Тамо ђе се гусле чују (2023) Зорана Калезића
- За живот Српске (2024)
- Једина Српска (2024) са Београдским синдикатом